# Constelação EURion

A constelação EURion é feita com cinco anéis.

A constelação EURion é um padrão de símbolos incorporados em uma série de cédulas projetadas em todo o mundo desde cerca de 1996. A EURion é adicionada para ajudar um software de imagens a detectar a presença de uma cédula em uma imagem digital. Esse software pode, então, impedir o usuário de reproduzir as notas para impedir a falsificação usando fotocopiadoras coloridas. No entanto, pesquisas recentes mostram que a constelação EURion pode ser apenas um dos muitos fatores usados para detecção de moeda, e não é necessariamente obrigatório.